# Historia de Bermudas

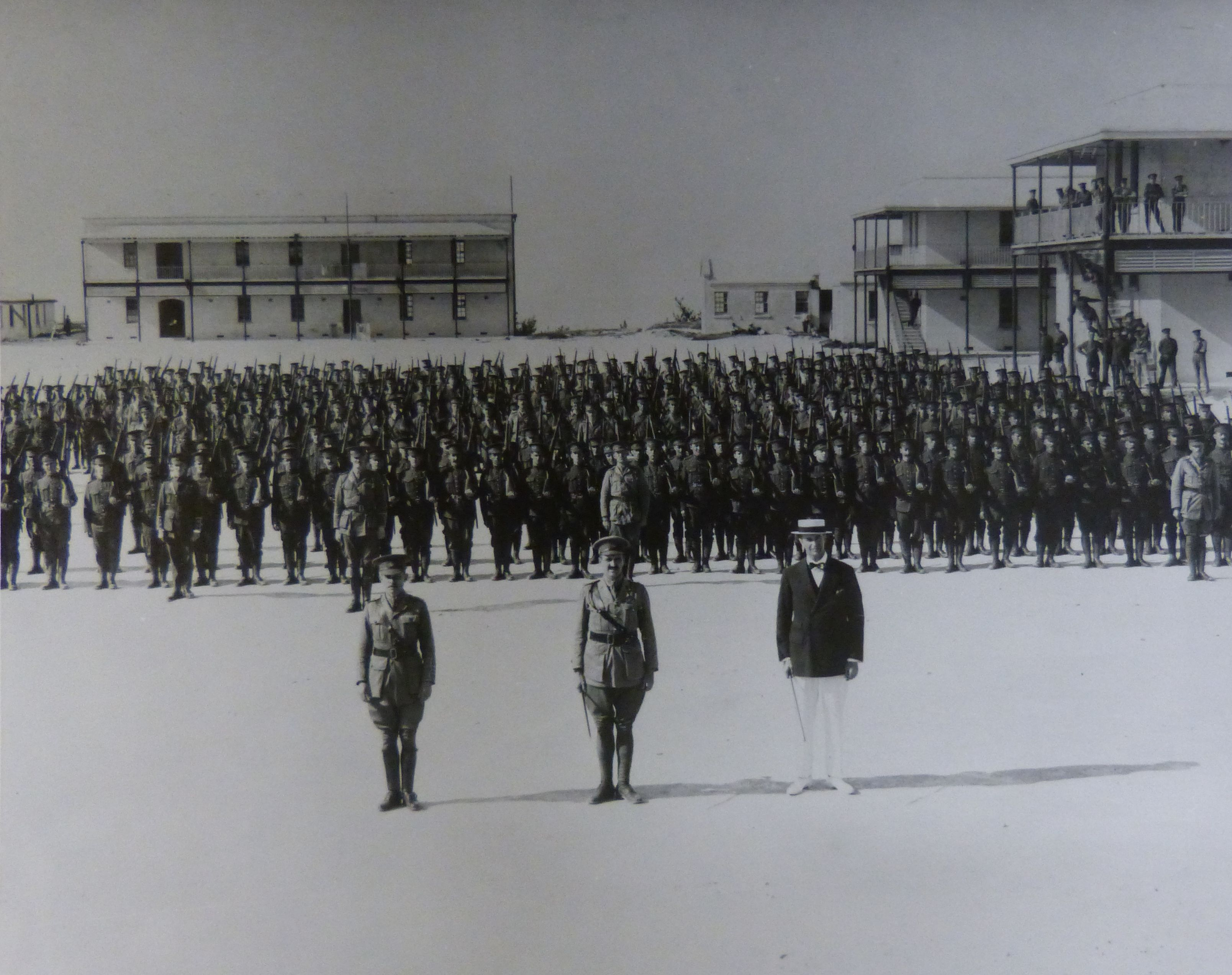
Batallón Camp Bermuda (1915)

Las Islas Bermudas fueron descubiertas a principios del siglo XVI, probablemente en 1503, aunque no existen pruebas respecto del año exacto o la identidad del descubridor. Se atribuye el descubrimiento a Juan Bermúdez, de Palos de la Frontera (Huelva, España), aunque nada se sabe de su primera visita. Regresó en 1515, según la crónica de su acompañante Oviedo y Valdés; (publicada en 1526) no intentaron atracar a causa del mal tiempo.
Durante las siguientes décadas, exploradores de otros países recalaron en las islas, varios de ellos a causa de naufragios provocados por los arrecifes que las rodean. Entre ellos, un grupo de navegantes portugueses en 1543, y Henry May en 1593.

## Colonia británica
El primer asentamiento en las Bermudas se produjo en 1609. Se trataba de un grupo de colonos ingleses que se dirigían a Virginia. Una flota de nueve barcos, que pertenecían a la Virginia Company of London zarpó de Plymouth, con víveres y colonos para la colonia británica de Jamestown. Durante una tormenta, el barco llamado Sea Venture se separó del resto de la flota y chocó con los arrecifes. El almirante Somers consiguió llegar a tierra junto con toda la tripulación y colonos (en total 150 personas).
Permanecieron en las islas durante 10 meses, en los que consiguieron construir dos nuevos barcos, que llevarían los nombres de Deliverance y Patience, y pusieron rumbo desde las Bermudas a Jamestown. Cuando llegaron, Somers encontró una colonia diezmada por el hambre, las enfermedades y los ataques de los indios. 
Sus informes sobre las Bermudas despertaron un gran interés en Inglaterra. Tres años después, en 1612, la Virginia Company of London reclamó las islas y envió un grupo de 60 colonos, bajo el mando de Sir Thomas Moore, primer gobernador de las islas. Fundaron la población de St. George.

## Base naval y militar
Después de la pérdida de los puertos de Gran Bretaña en trece de sus antiguas colonias continentales, Bermudas también fue utilizada como un punto de parada entre Canadá y las posesiones británicas del Caribe, y asumió una nueva importancia estratégica para la Royal Navy. Hamilton, un puerto situado en el centro, fundada en 1790, se convirtió en la sede del gobierno en 1815. 
Con ello un gran número de fortificaciones militares y baterías fueron construidos a principios del siglo XIX, y el personal de infantería regular, artillería y unidades de apoyo que componían la guarnición británica se incrementaron continuamente. Pero esta inversión resultó insostenible y muchas infraestructuras fueron abandonadas. La tendencia internacional era reducir las bases de las colonias, tanto por motivos económicos, como por motivos militares (era más eficiente defender las colonias desde los buques de la Royal Navy). Sin embargo la retirada de estos contingentes fue lenta y no concluiría hasta la década de 1950. Mientras tanto mucho dinero llegó tras esta moderna industria marítima, en la que los cascos de acero y la propulsión en torno a esa infraestructura de defensa se asentó el posterior desarrollo económico del país.

## Desarrollo del turismo
A principios del siglo XX, cuando el transporte moderno y los sistemas de comunicación se desarrollaron, las Bermudas se hicieron un destino popular para turistas estadounidenses, británicos y canadienses ricos. Además, la tarifa decretada por los Estados Unidos contra sus compañeros de comercio en 1930 dañó el próspero comercio agrícola de exportación - principalmente de verduras frescas con los Estados Unidos - estimulando con ello el desarrollo de la industria turística en el territorio de ultramar, que, tras el comercio internacional, es la segunda en importancia económica de la isla.

## Segunda Guerra Mundial
Durante la Segunda Guerra Mundial, las Bermudas adquirieron importancia como base militar debido a su posición estratégica en el océano Atlántico. En 1941, los Estados Unidos firmaron un acuerdo de préstamo-arriendo con el Reino Unido dando a los británicos los destructores del ejército estadounidenses de sobra a cambio de derechos de arriendo durante 99 años para establecer bases navales y aéreas en Bermudas. Las bases consistían en 5,8 kilómetros cuadrados (2,25 millas cuadradas) de tierra en gran parte reclamada al mar. La Estación Aérea Estadounidense Naval estaba sobre la Isla de Saint David, mientras el Anexo de la Estación Aérea estadounidense Naval se hallaba al final occidental de la isla en el Gran Fondeadero.

## Final delsigloXX
Desde el 1 de septiembre de 1995, ambas bases fueron clausuradas, dado que eran bases británicas y canadienses en la isla. Las cuestiones sin resolver acerca de la retirada en 1995 de las fuerzas estadounidenses - relacionadas principalmente con factores ambientales - retrasaron la vuelta formal de las tierras bajas al Gobierno de Bermudas. Los Estados Unidos formalmente devolvieron las tierras de sus bases en 2002. En 1995 un referéndum rechazó la propuesta de independencia.